# Výsadková loď typu 072II
Výsadková loď typu 072II (v kódu NATO třída Yuting) je třída tankových výsadkových lodí Námořnictva Čínské lidové osvobozenecké armády. Celkem byly postaveny čtyři jednotky této třídy. Ve službě byly od roku 1993.

## Stavba
Jednalo se o vylepšenou verzi výsadkových lodí typu 072. Celkem byly loděnicí Zhonghua v Šanghaji postaveny čtyři jednotky této třídy, pojmenované Ling-jen-šan (930), Tung-tching-šan (931), Che-lan-šan (932) a Liou-pchan-šan (933). Do služby byly zařazeny v letech 1993–1995.
Jednotky typu 072II:
| Jméno                 | Spuštěna    | Vstup do služby   | Osud                       |
| --------------------- | ----------- | ----------------- | -------------------------- |
| Ling-jen-šan (930)    |             | 26. prosince 1993 | vyřazena 12. července 2021 |
| Tung-tching-šan (931) | květen 1993 | 1994              | vyřazen červen 2022        |
| Che-lan-šan (932)     |             | 1994              | aktivní                    |
| Liou-pchan-šan (933)  |             | 1995              | vyřazen září 2023          |

## Konstrukce
Výsadková loď může převážet 200 vojáků, 10 hlavních bojových tanků a dva pěchotní vyloďovací čluny – celkem 500 tun nákladu. Vozidla plavidlo opouštějí pomocí příďové rampy. Plavidla jsou vyzbrojena jedna 57mm dvoukanóny typu 66 a třemi 37mm dvoukanóny typu 61. Na zádi se nachází přistávací plocha pro vrtulník. Pohonný systém tvoří dva diesely Hudong 12E390V, každý o výkonu 7 198 hp, pohánějící dva lodní šrouby. Nejvyšší rychlost dosahuje 18 uzlů, ekonomická rychlost je 14 uzlů. Dosah je 3 000 námořních mil při rychlosti 14 uzlů. Vytrvalost plavidel činí 20 dní.